# Cargo Moravia Airlines
CMA Cargo Moravia Airlines byla česká letecká společnost pro přepravu nákladu (cargo). Měla letecké základny na letištích v Praze a Ostravě.

## Historie

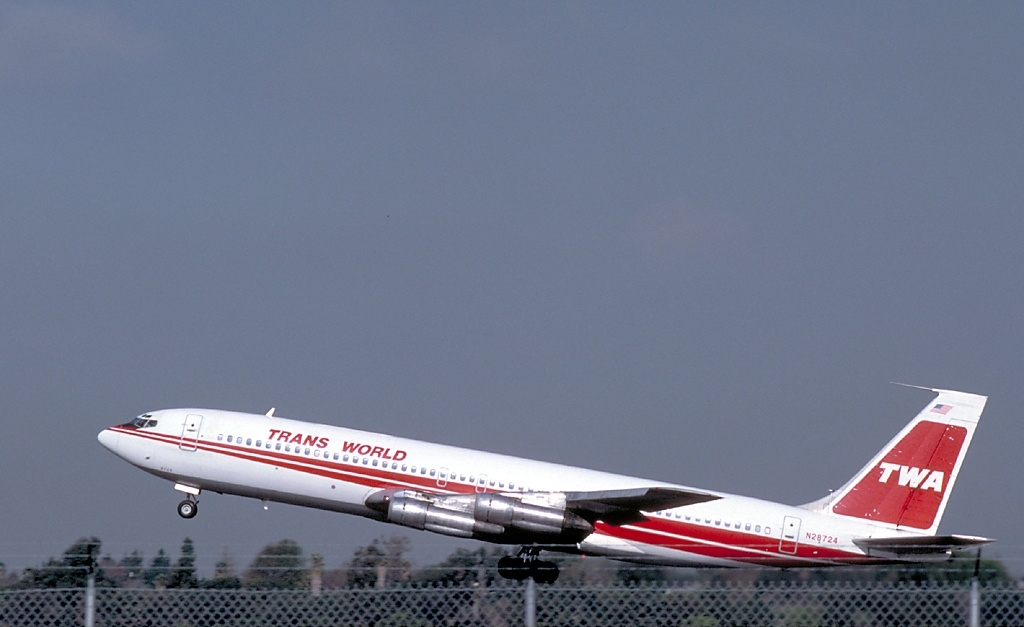
Boeing 707-331B Trans World Airlines, který začal létat v červnu 1991 u CMA

Společnost byla založena soukromými investory v roce 1990 jako družstevní podnik DAK Slušovice, provoz nákladní přepravy zahájila s letoun Let L-410. V červenci 1990 zahájila pravidelnou nákladní linku Praha – Hanoj se strojem Tupolev Tu-154B-2. V říjnu téhož roku si pronajala Boeing 707-344B od liberijské letecké společnosti Liberia World Airways, s ním byla zahájena linka Ostrava – Karáčí – Hanoj – Singapur – Karáčí – Ostrava, která létala s frekvencí 2 lety týdně (pondělí a čtvrtek). Letoun byl většinou cestou do Asie naplněn vietnamskými spoluobčany, zpět létal naplněn nákladem. V roce 1991 si pronajala společnost další Boeing 707-311B, další rok si koupila další Let L-410, kterým létala pro potřeby JZD Slušovice, zejména na lince Holešov – Praha.
V polovině roku se však dostala do finančních problémů a 1. října 1992 zastavila činnost. Pak ji znovu zahájila jako CMA Central European Airlines. Provozovala charterové lety s cestujícími i nákladem, na nichž létal novější Boeing 707-311B ve flotile. Poté si pořídila opět L-410 a opět se dostala do finančních problémů. Definitivně zastavila činnost počátkem roku 1994.
Jako důvody krachu se uvádí neúspěšnost obecně na pole osobní i nákladní přepravy.

## Destinace

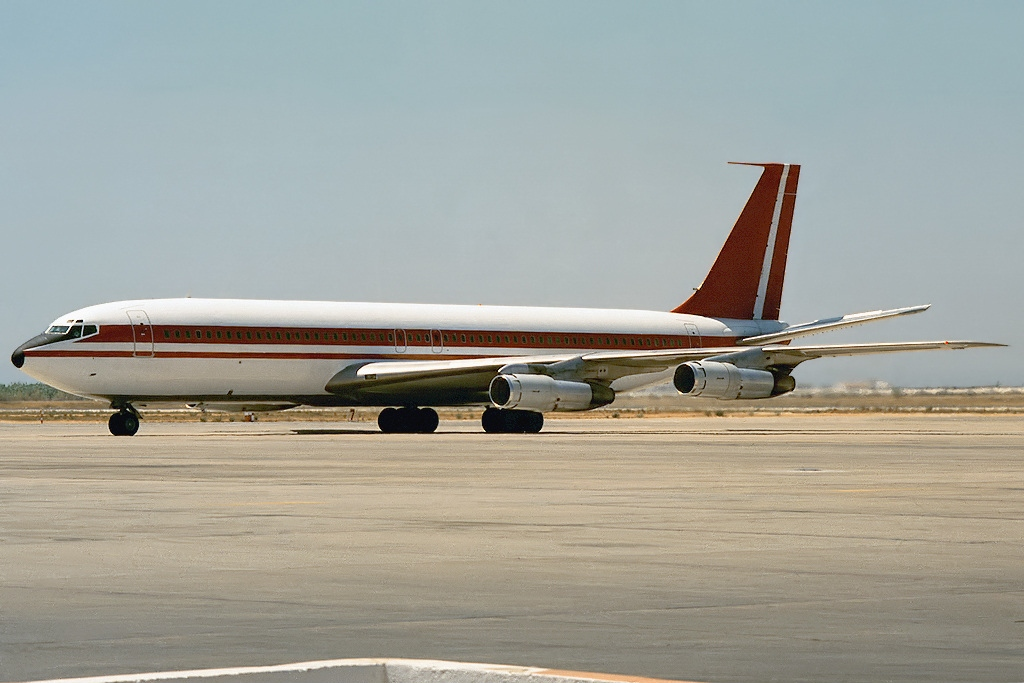
Boeing 707-344B imatrikulace EL-AJT Liberia World Airlines, který v roce 1990 operoval také pro CMA, v podobných barvách

Společnost pravidelně létala v do následujících destinací z následujících letišť, provozovala další nepravidelné charterové linky, které nejsou uvedeny.

### Letiště Ruzyně
- Hanoj
- Holešov

### Letiště Ostrava
- Karáčí
- Hanoj
- Singapur

## Flotila
CMA za celou svou dobu působení provozovala 7 následujících letounů:
| Letadlo           | Počet | Zařazeno        | Vyřazeno       | Cestující | Poznámky | Výrobní číslo | Imatrikulace   |
| ----------------- | ----- | --------------- | -------------- | --------- | --- | ------------- | -------------- |
| Boeing 707-344B   | 1     | 22. října 1990  | 3. června 1990 |           | Vyroben jako ZS-DYL pro South African Airways, později u Liberia World. Na konci roku 1991 sešrotován.                                | 18891         | EL-AJT         |
| Boeing 707-311B   | 1     | 14. června 1991 | 6. června 1992 | Cargo     | Vyroben pro Trans World Airlines v roce 1968. Později létal Global Airways, Eritrean Airways, Global Air. V roce 1993 byl sešrotován. | 19570         | N7232X, OK-XFJ |
| Boeing 727        | 1     | 1992            | 1992           |           | Nesl jméno „Evropa 2" | 18798         | OK-TGX         |
| Let L-410         | 1     | 1991            | ?              |           | |               |                |
| Let L-410         | 1     | 1992            | ?              |           | |               |                |
| Let L-410         | 1     | 1993            | ?              |           | Později u letecké společnost Silver Air, v roce 2007 vymazán z rejstříku.                                                             | 892321        | OK-UDS         |
| Tupolev Tu-154B-2 | 1     | 20. ledna 1990  | prosinec 1992  |           | Letoun vyroben v roce 1981 pro letku Ministerstva vnitra ČR jako OK-BYC. Po CMA létal Tatarastan Air, v roce 2011 sešrotován.         | 81A517        | OK-LCS         |
| Celkem            | 7     |                 |                |           | |               |                |

## Zajímavosti
- CMA Cargo Moravia Airlines byla jediná letecká společnost, která kdy v Česku provozovala Boeing 707, dokonce pod českou registrací.